# Virginie Pouchain
 (mars 2019).
Si vous disposez d'ouvrages ou d'articles de référence ou si vous connaissez des sites web de qualité traitant du thème abordé ici, merci de compléter l'article en donnant les références utiles à sa vérifiabilité et en les liant à la section « Notes et références ».
Pour les articles homonymes, voir Pouchain.
Virginie Pouchain, née le 13 octobre 1980[réf. nécessaire] à Saint-Montan en Ardèche, est une chanteuse française. Elle a représenté la France au Concours Eurovision de la chanson 2006 à Athènes.

## Biographie
Originaire de l'Ardèche, Virginie Pouchain est coiffeuse à Montélimar dans la Drôme. Elle est chanteuse de bal depuis l'âge de 18 ans et fait partie d'une association de chanteurs nommée Montélochante.

## Parcours

### Entrée d'artistes
En 2005, Virginie fait partie des candidats de la troisième saison de l'émission Entrée d'artistes, un télé-crochet créé et présenté par Pascal Sevran. L'émission est diffusée tous les dimanches midi pendant quelques semaines sur France 2. Virginie est la gagnante de l'émission. Ce programme a permis de découvrir de jeunes artistes tels que Stéfi Celma et deux futurs candidats de la saison 5 de Star Academy sur TF1 : Jérémy Amelin et Arno Diem.

### Concours Eurovision de la chanson 2006

#### Sélection française
Début 2006, le groupe France Télévision cherche un nouveau talent afin de représenter la France au Concours Eurovision de la chanson, qui interprétera, selon le souhait du groupe, une chanson écrite et composée par Corneille. Près de 5000 candidats se sont présentés au casting. Des demi-finales sont organisées partout en France (demi-finales en regions métropolitaines, outremer avec la selection de RFO, et quart et demi-finales de l'émission Entrée d'artistes).
Le 14 mars 2006, la finale de l'émission de la présélection française intitulée Eurovision 2006, et si c'était vous ? a lieu en première partie de soirée en direct sur France 3 et présentée par Michel Drucker et Claudy Siar. Le jury de cette émission est présidé par Charles Aznavour, avec à ses côtés les chanteuses Lara Fabian, Natasha St Pier et le chanteur Gage. Pour ce prime-time, 21 candidats ont été retenus : 
- 13 chanteurs issus des castings en régions métropolitaines par les stations régionales de France 3, avec comme présidente du jury la mezzo-soprano Malika Bellaribi Le Moal, coach vocal pour les candidats français à ce Concours Eurovision ;
- 4 issus des départements d'Outre-mer, choisis par RFO, avec pour membre du jury Laurent Voulzy, Marijosé Alie et la présidente de la chaîne  ;
- 4 finalistes de l'émission Entrée d'artistes de Pascal Sevran de France 2.

Chaque candidat interprète tour à tour une chanson connue ; la chanson originale de Corneille n'étant dévoilée qu'après le résultat final. Virginie, qui fait partie des 4 artistes choisis par France 2, interprète Pour que tu m'aimes encore de Céline Dion.
À la suite des votes du jury et des téléspectateurs, Virginie Pouchain remporte la sélection avec 42,5 % des voix devant les deux autres finalistes : 
- Fabien Incardona (finaliste d'Entrée d'artistes) qui obtient 32,2 %. (En 2015, il interprète Méléagant dans le spectacle musical de Dove Attia, La Légende du roi Arthur aux côtés de Florent Mothe, Zaho, Camille Lou, Charlie Boisseau).
- Julien Lamassone, gagnant de la demi-finale Limousin-Poitou-Charentes, se classe 3e avec 23,3 % (en 2015, il interprète les doublures du roi Arthur et de Gauvain dans le spectacle musical La Légende du roi Arthur).

À la fin du prime-time, Virginie Pouchain interprète donc une chanson de Corneille, intitulée Vous, c'est nous. Quelques jours plus tard, Virginie ne se sent pas à l'aise avec la chanson. De plus, la chanson connaît un mauvais écho dans les médias. Corneille lui écrit et compose en peu de temps une nouvelle chanson, la ballade Il était temps qu'elle chantera en finale de l'Eurovision. Quelques jours avant la finale, Virginie justifie ce choix et ce changement en affirmant dans la presse que « le rythme zouk de Vous, c'est nous ne (m') allait pas. Corneille l'a vite compris et m'a écrit Il était temps qui raconte mon histoire sur une mélodie douce ». La chanteuse promet également de « mettre les bouchées doubles histoire de faire mentir tous ceux qui (la) voient arriver dernière ! ».

#### Finale du concours
Le 20 mai 2006, elle représente donc la France lors du 51e Concours Eurovision de la chanson à l'Olympic Indoor Hall d'Athènes avec la chanson Il était temps, passant en 19e position sur la scène, accompagnée du musicien britannique en:Matheson Bayley au violoncelle. À l'issue du vote final des pays (finalistes et demi-finalistes),  Virginie se classe 22e sur 24 pays participants, en obtenant 5 points (2 points reçus de l'Arménie et 3 attribués par Monaco).

### L'après Eurovision
Aujourd'hui, Virginie Pouchain continue sa carrière en chantant dans divers galas, pubs et bars où elle interprète notamment des chansons de Francis Cabrel.
En 2011, elle passe le casting de la deuxième saison du concours Je veux signer chez AZ organisé par Valéry Zeitoun  sur Facebook et également diffusé sur Dailymotion.
En avril 2012, elle est l'invitée d'honneur du meeting de printemps d'Eurofans, le fan-club français du Concours Eurovision de la chanson.
Le 5 octobre 2016, elle participe en tant que candidate au jeu de France 2 N'oubliez pas les paroles ! animé par Nagui. Elle déclare à l'animateur, qui a rappelé son passage à l'Eurovision, qu'elle rêve de s'autoproduire. Elle est éliminée par Steve, le « maestro » sur le score de 86 points à 12.